# Tambaba
Praia da Arapuca (vista de Tambaba)
Tambaba é uma praia brasileira situada no município de Conde, litoral sul da Paraíba que fica a cerca de 30 km da capital João Pessoa e é conhecida principalmente pela área naturista, sendo a primeira praia do Brasil a permitir o naturismo por lei municipal. A praia é dividida em duas: de um lado, ficam os naturistas; do outro, os que não tiram a roupa.
Pelo segundo ano consecutivo, o portal UOL Viagens destaca uma praia paraibana como uma das vinte mais bonitas do Brasil. A praia de Tambaba é classificada paradisíaca e indicada para quem é adepto do naturismo e busca privacidade.

## Etimologia
Etimologicamente, segundo o pesquisador Leon Clerot, o termo Tambaba vem do tupi tambá (concha) e mbab (restos, sobras), o que portanto forma «restos da concha», tese que é corroborada pelo historiador Coriolando de Medeiros. Já o historiador Horácio de Almeida afirma significar «o conteúdo da concha» (marisco).

## Naturismo

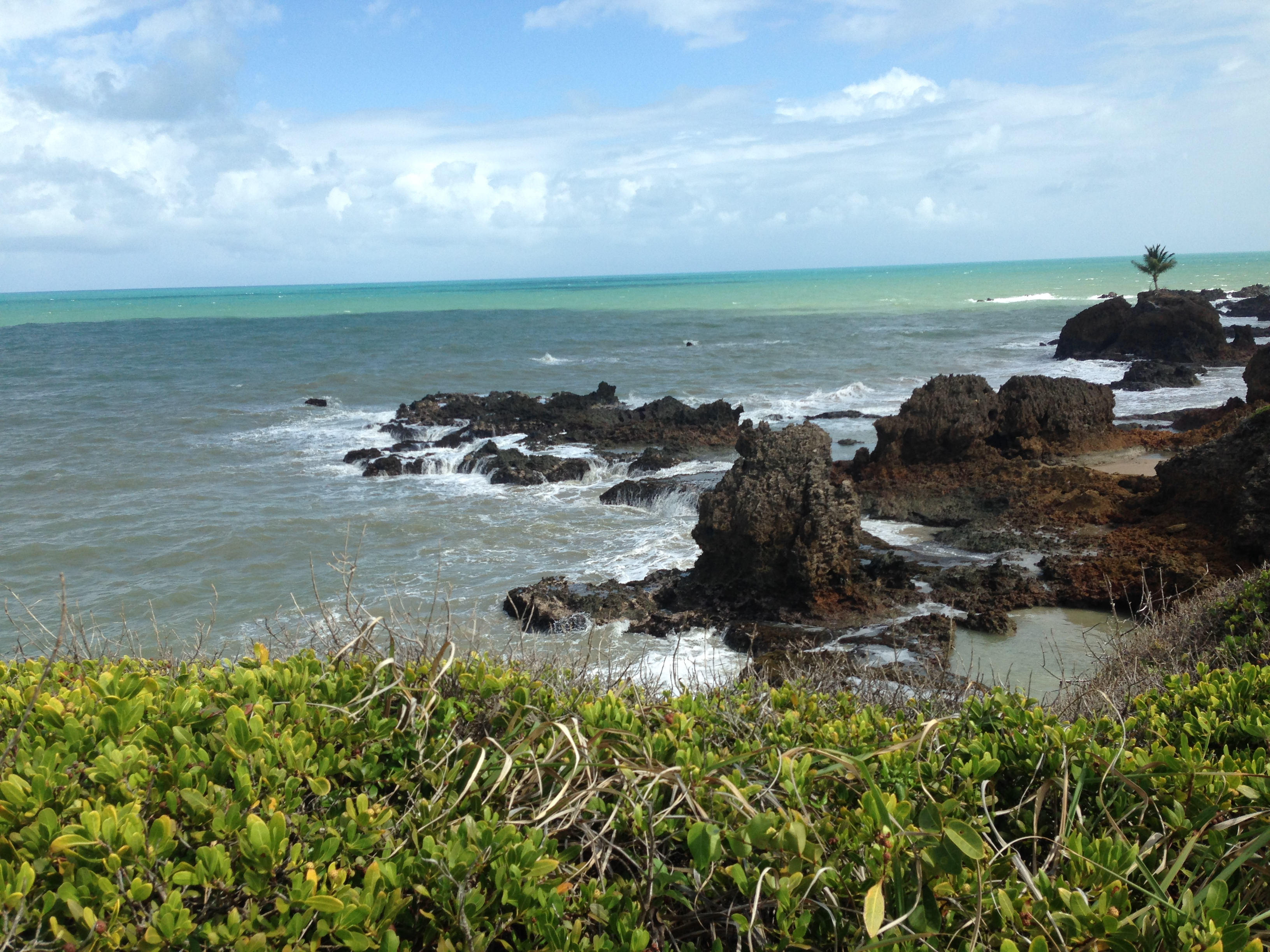
Arrebentação dos rochedos da praia de Tambaba

### «Tambaba Nua»
O naturismo em Tambaba é gerido pela «Associação Tambaba Nua» que tem a incumbência de organizar uma série de normas de conduta ética, como meio de garantir um padrão de comportamento na praia.
Tais regras incluem proibição de filmagens ou fotografia, sem autorização, a obrigação de nudez total para aceder ao local, a proibição total de qualquer comportamento ou praticas sexuais, assim como a interdição do uso de drogas. Todos esses itens são relacionados ao Código de Ética Naturista.

### Congresso Internacional
Tambaba foi a área naturista escolhida para sediar o 31º Congresso Internacional de Naturismo da INF-FNI (Federação Internacional de Naturismo), na época o naturismo na praia era gerido pela SONATA, o evento ocorreu em 2008.
Esse congresso é bianual e sediá-lo é algo comparável a sediar uma olimpíada, tendo em vista o grau de importância deste no cenário mundial. A votação foi realizada durante o referido Congresso Internacional de Naturismo, que ocorreu na cidade de Cartagena, Espanha, nos dias 7 a 10 de setembro de 2006, e foi expressiva a simpatia em favor de Tambaba, que venceu por 137 votos contra 99 dados à região da Calábria, na Itália, que era o concorrente.
Com isso, Tambaba entrou para a história do Naturismo mundial, já que é a primeira área Naturista do Hemisfério Sul e primeira área Naturista da América Latina a sediar um evento desse porte.